# 斯特雷號驅逐艦 (DD-27)
斯特雷號驅逐艦（舷號DD-27）是一艘隸屬於美國海軍的驅逐艦，為保爾丁級驅逐艦的六號艦。她是美軍第一艘以斯特雷為名的軍艦，以紀念美法准戰爭時期的海軍軍官安德魯·斯特雷（Andrew Sterett）。
斯特雷號在1909年於霍河造船廠開始建造，在1910年下水服役。接著斯特雷號留在大西洋及墨西哥灣執勤，又曾支援美國海軍陸戰隊入侵多明尼加。美國參與第一次世界大戰後，斯特雷號被派往英國及愛爾蘭海域，掩護協約國商船，並曾追擊德國潛艇。戰後斯特雷號在1919年退役，最後在1935年除籍出售拆解。